# せなかぐらし
『せなかぐらし』は、カザマアヤミによる日本の漫画。芳文社の『まんがタイムきららフォワード』で2011年2月号から2012年12月号にかけて連載された。

## あらすじ
夏休みの期間限定でアパートで一人暮らしを始めることとなった高校生・巡。隣の部屋には菓奈という女性が住んでいることを知るが、このアパートは部屋と部屋の間は壁ではな、くすりガラス1枚だけで仕切っているだけだった。

## 登場人物
錦見 巡（わたみ めぐる）
主人公の男子高校生。母と双子の妹に囲まれた「女系家族」に育つ。どうしても一人暮らしがしたくて、夏休み限定で親の経営するアパートでの一人暮らしをすることとなった。
飴原 菓奈（あめはら かな）
巡の隣の部屋に住む女性。

## 単行本
まんがタイムKRコミックスにて全3巻。
1. 2011年（平成23年）9月12日 ISBN 978-4-8322-4063-6
2. 2012年（平成24年）3月12日 ISBN 978-4-8322-4125-1
3. 2012年（平成24年）12月12日 ISBN 978-4-8322-4235-7